# Полонец (озеро)
Полонец — озеро в Полновском сельском поселении Демянского района Новгородской области России.
Из озера вытекает протока, соединяющая его с озером Селигер. 
Находится в южной части Новгородской области, в зоне хвойно-широколиственных лесов.
На берегу озера расположены деревни Крутуша, Полонец, Филипповщина.

## Данные водного реестра
По данным государственного водного реестра России относится к Верхневолжскому бассейновому округу, водохозяйственный участок реки — Волга от Верхневолжского бейшлота до г. Зубцов без р. Вазуза от истока до Зубцовского г/у.  Речной бассейн реки — (Верхняя) Волга до Куйбышевского водохранилища (без бассейна Оки).
Код объекта в государственном водном реестре — 08010100411110000000503.